# 范文彬
范文彬（1929年—2005年9月16日），男，内蒙古喀喇沁旗人，中华人民共和国政治人物，曾任承德市人民政府市长，第七届全国人大代表。